# RAF Troodos
Royal Air Force Troödos, communément appelée RAF Troödos, est une station de la Royal Air Force en république de Chypre.
La RAF Troödos est une station distante de transmissions contrôlée par 27 membres de la section de Golf, Joint Service Signal Unit (Cyprus), et elle comprend également la station radar du mont Olympe. La station est située en hauteur dans les montagnes de Troödos, à environ 22 kilomètres au nord d’Episkopí.

## Historique
La station de Troödos est la plus ancienne base militaire britannique de Chypre, datant de 1878. Initialement, elle était utilisée comme un hôpital de campagne d'été pour les troupes de la campagne égyptienne. L'armée britannique et les responsables gouvernementaux l'ont également utilisée comme retraite d'été.

## Missions actuelles
Les documents déclassés montrent que RAF Troödos a intercepté des communications par satellite pour le Government Communications Headquarters (GCHQ), et les documents publiés par Edward Snowden suggèrent que cela a continué ces dernières années, avec le financement de la NSA. Les informations de Snowden indiquent également que le site sert de poste d'écoute pour les signaux radio provenant du Proche-Orient,.
Le télescope à grand champ Starbrook du Agence spatiale du Royaume-Uni est installé ici depuis 2006. Il peut détecter des objets en orbite à partir de 1,5 m.